# 노자와 히데유키
노자와 히데유키(일본어: 野澤 英之, 1994년 8월 15일 ~ )는 일본의 축구 선수이다.

## 구단 경력
그는 2013년부터 2022년까지 J리그의 FC 도쿄, FC 기후, 에히메 FC, 방포레 고후에서 활동하였다.

## 국가대표팀 경력
그는 2011년 FIFA U-17 월드컵에 참가할 일본 U-17 국가대표팀에 발탁되었으며, 2경기에 출전했다. 2014년 아시안 게임에 참가할 일본 U-23 국가대표팀에 발탁되었다.